# Michèle Torr
Michèle Torr (født 7. april 1947 i Pertuis, Vaucluse, Frankrig) er en fransk sangerinde.
I 1966 deltog hun i Eurovision Song Contest for Luxembourg med sangen Ce soir je t'attendais og igen i 1977 for Monaco med Une petite Française.
Michèle Torr begyndte at synge i 1964 med andre unge franske sangere fra den nye bølge.
I dag synger hun stadigvæk og er endnu populær. Hun var mest populær i 1970'erne og 1980'erne i Frankrig og fransktalende lande, selv om hun også har fået oversat nogle af sine sange til andre sprog som engelsk, japansk og spansk.
En af hendes berømte sange, "Emmène-moi danser ce soir", har været spillet i to film: Ma vie en rose fra 1997 og Trofæfruen af François Ozon fra 2011.